# 1963 في اليونان
فيما يلي قوائم الأحداث التي وقعت خلال عام 1963 في اليونان.

## سياسة

### تعيين في المنصب
- 8 نوفمبر – جورجيوس باباندريو رئيس وزراء اليونان.
- 8 نوفمبر – كونستانتين ميتسوتاكيس Minister of Finance of Greece  [لغات أخرى]‏.

### انتهاء فترة المنصب
- 17 يونيو – قسطنطين كرامنليس رئيس وزراء اليونان.
- 30 ديسمبر – جورجيوس باباندريو رئيس وزراء اليونان.
- 31 ديسمبر – كونستانتين ميتسوتاكيس Minister of Finance of Greece  [لغات أخرى]‏.

## مواليد

### مايو
- 12 مايو – باناجيوتيس فاسولاس

### سبتمبر
- 8 سبتمبر – أليكساتندروس أليكسيو لاعب كرة قدم يوناني.

## وفيات

### يونيو
- 3 يونيو – ناظم حكمت (مواليد 1902) شاعر تركي.